# Thladiantha angustisepala
Thladiantha angustisepala är en gurkväxtart som beskrevs av W.J.de Wilde och Duyfjes. Thladiantha angustisepala ingår i släktet berggurkor, och familjen gurkväxter. Inga underarter finns listade i Catalogue of Life.